# Johannes Coccejus

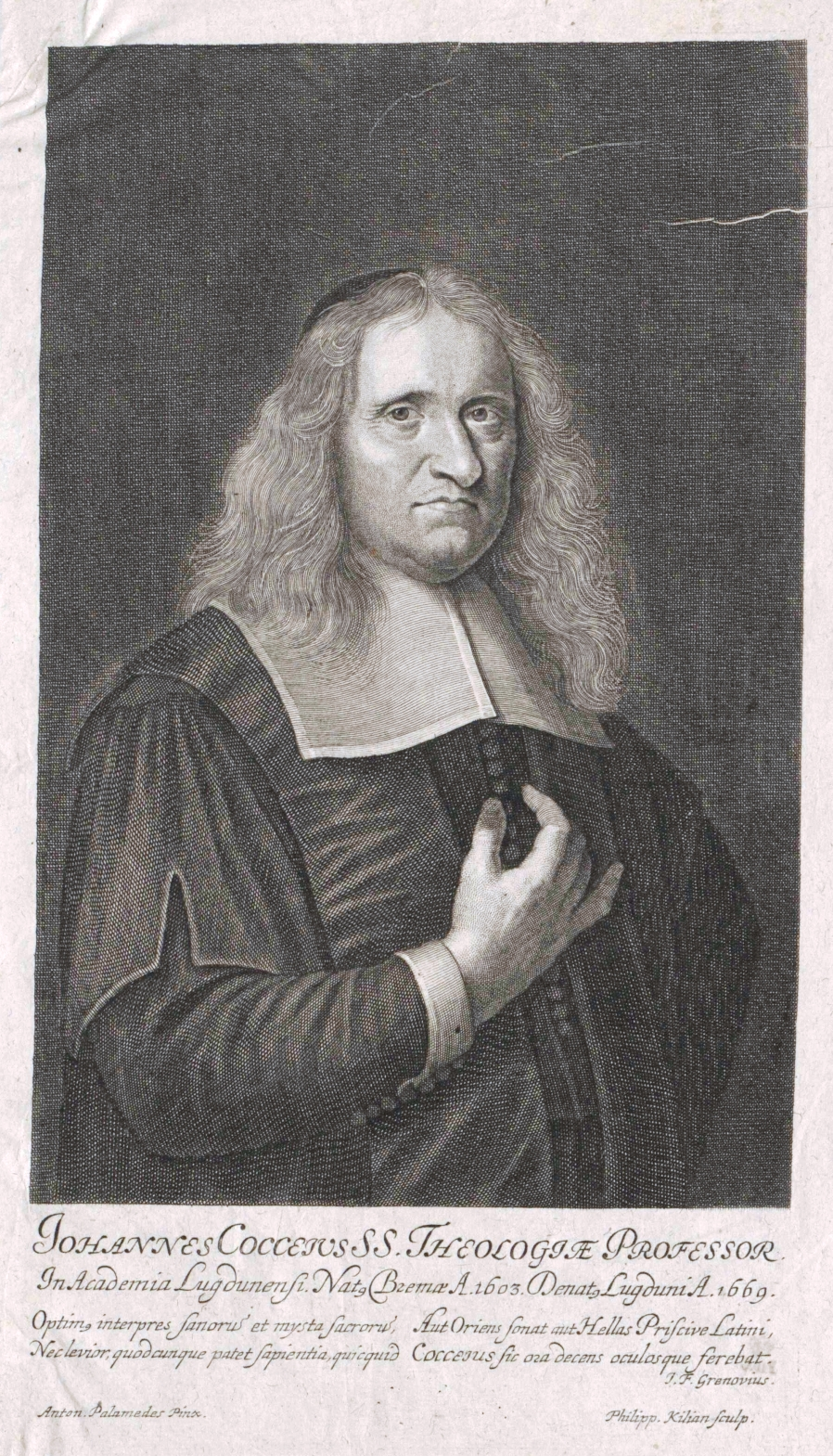
Johannes Coccejus, Stich von Kilian nach Anthonie Palamedesz.

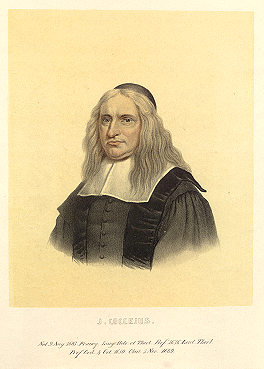
Porträt von Johannes Coccejus aus 1715

Johannes Coccejus eigentlich Johannes Coch  oder Johannes Koch (* 30. Juli 1603 in Bremen; † 5. November 1669 in Leiden) war ein protestantischer Theologe, Hebraist und aufgrund seiner systematischen Darstellungen einer der Hauptvertreter der reformierten Föderaltheologie.

## Leben
Coccejus war ein Sohn des Bremer Stadtsekretärs Timan Coch (1573–1607), eines städtischen Sekretärs in Bremen, und seiner Frau Elsche (1582–1629), eine Tochter des Johannes Bake (1549–1616) und der Anna Kohte. Die Großeltern väterlicherseits waren der Ratsherr Gerhard Coch (1532–1589) und Caecilie Wachmann. Sein älterer Bruder, Gerhard Coccejus (1601–1660), war Professor der Rechte in Bremen und Groningen, kaiserlicher Pfalzgraf, Ratsherr und als Gesandter von Bremen an den Verhandlungen zum Westfälischen Frieden beteiligt.
Coccejus theologischen Lehrer in Bremen waren Matthias Martinius und Ludwig Crocius. 1626 studierte er an der Universität Franeker bei Johannes Maccovius, Wilhelm Amesius (1576–1633) und auch bei dem Orientalisten Sixtinus Amama. Nach Studien in Leiden und Groningen übersetzte er als exzellenter Kenner orientalischer Sprachen 1629 die Mischnatraktate Sanhedrin und Makkoth ins Lateinische. Ab 1630 bekam Coccejus deswegen in seiner Heimatstadt Bremen Lehraufträge in den biblischen Sprachen, bevor er 1636 als Professor für hebräische Sprache und ab 1643 für Theologie nach Franeker ging. 1650 folgte er dem Ruf an die Universität Leiden, wo er 1669 an der Pest erkrankte und starb.

## Werk
Coccejus’ Verdienst ist es, die Föderaltheologie als Erster systematisch entwickelt und vollständig dargestellt zu haben. Den Begriff des foedus Dei, die Ausgestaltung der göttlichen Heilsgeschichte, die sich vom Anfang bis zum Ende stufenweise entwickelt, fand er in der Bibel vor. Bereits Huldrych Zwingli, Heinrich Bullinger und Jean Calvin hatten diesen Bundesgedanken ansatzweise aufgegriffen und sich der damals üblichen Scholastik in der Theologie widersetzt. In Bremen wurde er durch seine Lehrer Martinius und Crocius damit vertraut gemacht. Seine Ausführungen haben die Theologie bis in das 19. Jahrhundert befruchtet, obwohl deren Bedeutung anfänglich noch nicht wirklich erkannt wurde.

## Familie
Coccejus heiratete am 5. August 1635 Catherine Deichmann, eine Tochter des Ratsherrn, Gildemeisters und Kaufmanns aus Münster Heinrich Deichmann, ein Bruder des Kanzlers in Hamburg Christoph Deichmann (1576–1648). Sie hatten drei Töchter und ein Sohn, Johann Heinrich (1649–1681), der wie sein Vater reformierter Theologe war und seine Werke herausgab.

## Ehrungen
- Die Coccejusstraße in Bremen-Schwachhausen wurde nach den Brüdern Gerhard und Johannes benannt.

## Schriften
- Duo tituli Thalmudici Sanhedrin et Maccoth, Johann Janssonius, Amsterdam 1629.
- Commentarius in Librum I. Iobi. Balck, Franeker 1644. (Digitalisat)
- Summa doctrinae de foedere et testamento Dei. Elsevir, Leiden 1648 und 1654. (Digitalisat)
- Sanctae Scripturae Potentia. Elsevir, Leiden 1655. (Digitalisat)
- ndagatio naturae Sabbati et quietis Novi Testamenti. Elsevir, Leiden 1658. (Digitalisat)
- Epistolae ad Hebraeos explicatio et veritatis eius demonstratio. Elsevir, Leiden 1659. (Digitalisat)
- Opera omnia, 8 Bände, Amsterdam 1669–1675, Frankfurt a. M. 1689, Amsterdam 1701.
- Lexicon et commentarius sermonis Hebraici et Chaldaici, Amsterdam 1669, Frankfurt/Leipzig 1714 und Symtibvs Weygandianis, 1777. (Digitalisat)
- Explicatio catecheseos Heydelbergensis, 1669?.
- Opera Johannis Coccei Dum Viveret In Academia Lugduno-Batava S.S. Theologiae Professoris, Amsterdam 1673.
- Opera anecdota, theologica et philologica, 2 Bände, Amsterdam 1706.
- Notae in canticum canticorum. (Digitalisat)